# Rimba Langgeh
Rimba Langgeh is een bestuurslaag in het regentschap Aceh Barat van de provincie Atjeh, Indonesië. Rimba Langgeh telt 449 inwoners (volkstelling 2010).